# Acantholobulus mirafloresensis
Acantholobulus mirafloresensis is een krabbensoort uit de familie van de Panopeidae. De wetenschappelijke naam van de soort is voor het eerst geldig gepubliceerd in 1989 door Abele & Kim.